# Opis bibliograficzny

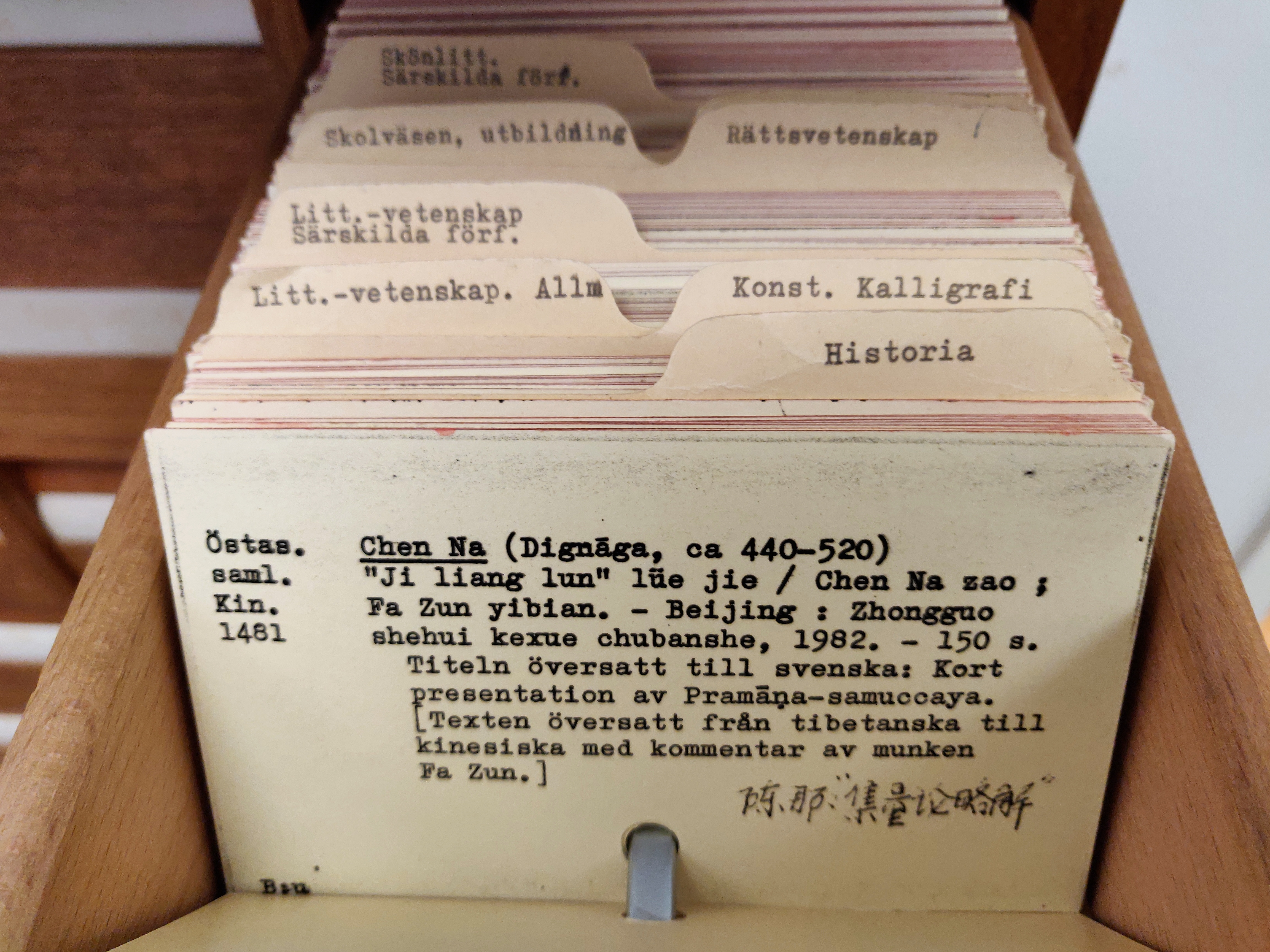
Opis bibliograficzny książki na karcie katalogowej

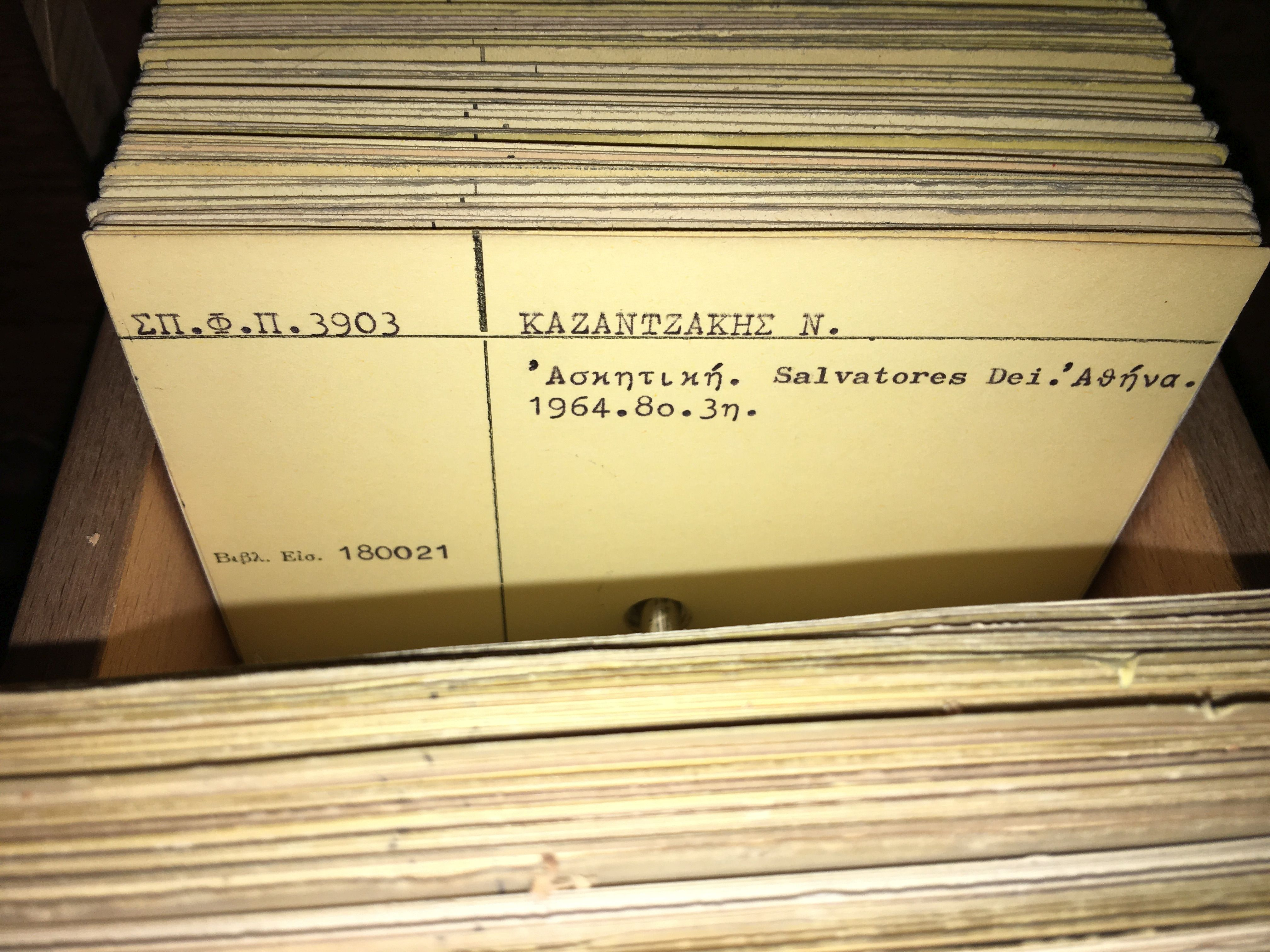
Skrócony opis bibliograficzny książki na karcie katalogowej

Opis bibliograficzny – charakterystyka pozwalająca jednoznacznie określić dany dokument. W opisie wymienia się cechy formalne danej publikacji. Występują różne stopnie szczegółowości opisu w zależności od jego przeznaczenia.
Opis bibliograficzny zasadniczy (rejestracyjny) zawiera główne cechy
wydawnicze, zawarte w tytulaturze.
Podstawowe dane pobiera się z głównej strony tytułowej. Jeżeli jest to konieczne do prawidłowej identyfikacji dokumentu, czerpie się je również z następujących źródeł (na zasadzie substytutu strony tytułowej), w podanej kolejności:
- z okładki, nagłówka, metryki wydawnictwa;
- z innych preliminariów, z obwoluty, z żywej paginy;
- z innych części: wstępu, przedmowy, spisu treści, załączników;
- spoza opisywanego wydawnictwa.

W uzasadnionych przypadkach opis może być uzupełniony o adnotacje wyjaśniające lub zawartościowe. Skrócony opis wymienia tylko niezbędne elementy, umożliwiające identyfikację dokumentu. Obecnie, opisując poszczególne typy dokumentów, stosuje się odpowiednie arkusze norm.

## Podstawowe elementy opisu
- strefa tytułu i oznaczenia odpowiedzialności
- strefa wydania
- strefa specjalna
- strefa adresu wydawniczego
- strefa opisu fizycznego
- strefa serii
- strefa uwag
- strefa ISBN

## Norma PN-73 N-01152
Opis bibliograficzny – zespół informacji niezbędnych do identyfikacji
opisywanego dokumentu oraz informacji uzupełniających, które mogą być
dodawane dla bliższego scharakteryzowania dokumentu.